# Departamentul La Paz
Departamentul La Paz (Departamento La Paz) se află în vestul Boliviei la granița cu Peru. El se întinde pe suprafața de 133.985 km² și avea în anul 2001, 2.350.466 locuitori. Principalle orașe din departament sunt El Alto și La Paz care este capitala departamentului și în același timp a Boliviei.

## Date geografice
O mare parte din teritoriul departamentului se află în regiunea podișului Altiplano. Departament este așezat pe platoul înalt al lacului Titicaca, care se contină cu lanțul Cordillera Real (6600 m) o ramură estică a Anzilor Cordilieri care separă podișul de Valea Amazonului. Regiunea Amazonului nu depășește altitudinea de 1.000 m deasupra n.m., aici se practică pomicultura și grădinăritul, fiind principala sursă de produse agricole pentru orașele La Paz și El Altos. La sud-vest de La Paz se află ruinele orașului istoric Tiahuanaco.

## Date demografice
Populația departamentului a crescut considerabil în ultimii 50 de ani. Astfel populația a fost 854.079 loc. (1950) peste 1.465.078 locuitori (1976) și 1.900.786 (1992) ca să ajungă la 2.350.466 locuitori în 2001. Departamentul La Paz cuprinde 20 de provincii: 
1. Abel Iturralde 	11.828 loc.
2. Aroma 	86.480
3. Bautista Saavedra 11.475
4. Caranavi 	51.153
5. Franz Tamayo 	18.386
6. Gualberto Villarroel 15.975
7. Camacho 	57.745
8. Ingavi 	95.906
9. Inquisivi 	59.495
10. José Manuel Pando 6.137
11. Larecaja 	68.026
12. Loayza 	43.731
13. Los Andes 	69.636
14. Manco Kapac 	22.892
15. Muñecas 	25.163
16. Nor Yungas 	23.681
17. Omasuyos 	85.702
18. Pacajes 	49.183
19. Murillo 	1.484.328
20. Sud Yungas 	63.544

## Localități mai importante

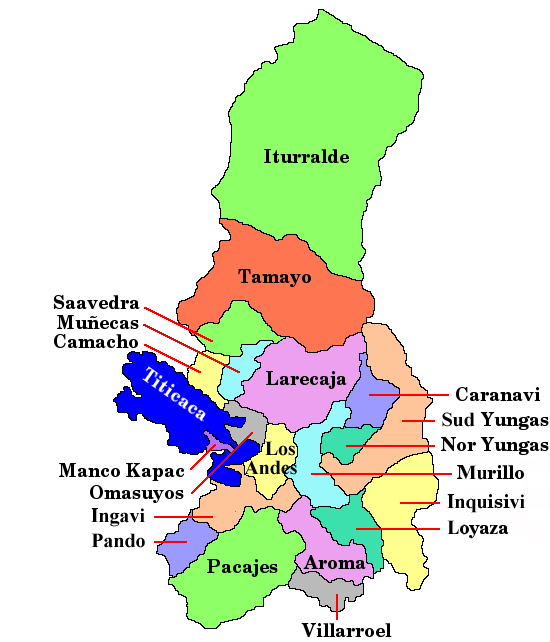
Provinciile departamentului La Paz

| Oraș       | Nr. loc. în 2001 (Recensământ) | Nr. loc. în 2005 (apreciere) |
| ---------- | ------------------------------ | ---------------------------- |
| La Paz     | 792.611                        | 812.799                      |
| El Alto    | 695.243                        | 834.152                      |
| Viacha     | 29.108                         | 38.825                       |
| Caranavi   | 12.318                         | 14.915                       |
| Patacamaya | 10.007                         | 12.260                       |
| Copacabana | 10.190                         | 13.260                       |
| Achacachi  | 7.560                          | 8.447                        |